# Ejido Jesús María
Ejido Jesús María es una localidad del estado mexicano de Guanajuato. Es parte del municipio de Dolores Hidalgo.

## Demografía
| Gráfica de evolución demográfica |
|                                  |

| Censo | Población |
| ----- | --------- |
| 1960  | 220       |
| 1970  | 148       |
| 1980  | 248       |
| 1990  | 521       |
| 2000  | 859       |
| 2010  | 1 324     |
| 2020  | 1 772     |